# Ty Bollinger
Ty Bollinger, född 1968, är en amerikansk "alternativmedicinare", konspirationsteoretiker och antivaccin-aktivist. Tillsammans med sin fru Charlene driver han sedan 2014 webbplatsen The Truth About Cancer. Därigenom och via associerade konton i sociala medier säljer paret böcker, videor och kosttillskott. 2021 rapporterade organisationen Center for Countering Digital Hate (CCDH) att tolv personer stod för två tredjedelar av spridningen av konspirationsteorier om vaccin på sociala medier. Bollinger fanns med på listan bland dessa tolv.